# Tour des Quatre-Cantons
Tour des Quatre-Cantons (franska) eller Vier-Kantone Rundfahrt (tyska) var ett schweiziskt endagslopp i landsvägscykling som avhölls för amatörer från 1942, för professionella från 1944, till 1972. Det gick genom de fyra kantonerna Zürich, Schwyz, Aargau och Zug. Start och mål låg i Zürich och loppet hölls vanligen i mars eller april.

## Podieplaceringar
| År   | Vinnare               | Tvåa                    | Trea               |
| 1944 | Ernst Näf             | Josef Wagner            | Hans Maag          |
| 1945 | ej avhållet           | ej avhållet             | ej avhållet        |
| 1946 | Rik Van Steenbergen   | Willy Kern              | Hans Bollinger     |
| 1947 | Pietro Tarchini       | Ernest Stettler         | Leo Weilenmann     |
| 1948 | Pietro Tarchini       | Hans Sommer             | Paul Neri          |
| 1949 | Ferdi Kübler          | Leo Weilenmann          | Emilio Croci-Torti |
| 1950 | Ernest Stettler       | Fritz Zbinden           | Willy Hutmacher    |
| 1951 | Hans Fluckiger        | Hans Sommer             | Hans Notzli        |
| 1952 | Fritz Schär           | Jean Brun               | Cesare Zuretti     |
| 1953 | Jan Lambrichs         | Joseph Wyss             | Martin Metzger     |
| 1954 | Eugen Kamber          | Jan Lambrichs           | Josef Winterberg   |
| 1955 | Walter Bucher         | Fritz Pfenninger        | Lido Sartini       |
| 1956 | Walter Becker         | Ferdi Kübler            | Hans Junkermann    |
| 1957 | Emile Freivogel       | Attilio Moresi          | Ernest Traxel      |
| 1958 | Cleto Maule           | Attilio Moresi          | Franz Reitz        |
| 1959 | Giuseppe Barale       | Friedhelm Fischerkeller | Jupp Borghard      |
| 1960 | Wout Wagtmans         | Hans Jaroszewicz        | Heinz Graf         |
| 1961 | Willy Trepp           | Louis Rostollan         | Horst Oldenburg    |
| 1962 | Jan Hugens            | Sigi Renz               | Giancarlo Gentina  |
| 1963 | Vittorio Adorni       | Wolfgang Schulze        | Dieter Kemper      |
| 1964 | Jan Hugens            | Franco Bitossi          | Horst Oldenburg    |
| 1965 | Werner Weber          | Robert Lelangue         | Rolf Maurer        |
| 1966 | Auguste Girard        | Jean-Baptiste Claes     | René Binggeli      |
| 1967 | Franco Bitossi        | Robert Hagmann          | Giuseppe Grassi    |
| 1968 | Rolf Maurer           | Franco Bitossi          | Louis Pfenninger   |
| 1969 | Pol Mahieu            | Dieter Puschel          | Wim Dubois         |
| 1970 | Alberto Della Torre   | Rudi Altig              | Fabrizio Fabbri    |
| 1971 | endast amatörer       | endast amatörer         | endast amatörer    |
| 1972 | Jean-Pierre Berckmans | Erwin Thalmann          | Jürgen Tschan      |